# Поречье (Молодейская волость)
Поречье — деревня в Струго-Красненском районе Псковской области России. Входит в состав сельского поселения «Новосельская волость».

## География
Находится на северо-востоке региона, в юго-западной части района, в лесной местности, вблизи реки Псковица. Фактически Поречье и Подвязье — одно селение.
Уличная сеть не развита.

## История
До марта 2005 года деревня Поречье входила в Молодейскую волость.
В соответствии с Законом Псковской области от 28 февраля 2005 года № 420-ОЗ деревня Поречье, вместе с другими селениями упраздненной Молодейской волости, вошла в состав образованного муниципального образования Новосельская волость.

## Население
| 2001 | 2002 | 2010 | 2011 |
| ---- | ---- | ---- | ---- |
| 9    | ↘5   | ↘1   | ↗2   |

## Инфраструктура
Личное подсобное хозяйство.
Почтовое отделение, обслуживающее д. Поречье, — 181160; расположено в д. Молоди.

## Транспорт
Просёлочные дороги.
Ближайшая железнодорожная станция Молоди — в д. Молоди на линии Санкт-Петербург — Псков Октябрьской железной дороги.